# William Dallimore
William Dallimore (1871 - 7 novembre 1959) est un botaniste anglais qui a publié un ouvrage sur les conifères (Coniferae). Il a joué un rôle important dans la création et le développement du Bedgebury Pinetum.

## Carrière
William Dallimore a commencé sa carrière aux jardins botaniques royaux de Kew en janvier 1891,. Il a commencé à travailler dans l'arboretum, a été nommé propagateur en 1892 et assistant conservateur en 1896. Il a accordé une attention particulière aux conifères.
En 1909 , Dallimore a été transféré au  musée de Kew. Il a initié un musée de la foresterie qui est devenu plus tard le musée du bois. En 1926, il devient le gardien des musées de botanique économique.

## Manuel sur les conifères
Handbook of Coniferae and Ginkgoaceae a été publié pour la première fois en 1923. Il restera un travail de référence pendant plus de quarante ans. Il a été écrit en coopération avec Albert Bruce Jackson. Bruce Jackson a préparé les clés des genres et des espèces pour les deux premières éditions. La quatrième édition (publiée en 1966, après la mort de Dallimore) a été révisée par Sydney Gerald Harrison.
Une caractéristique importante du « manuel » est qu’il traite des conifères du point de vue du jardinier, du forestier et de l’étudiant, plutôt que du botaniste. Les arbres sont donc décrits dans un langage aussi simple que possible.
Le livre traite de toutes les espèces connues et référence de nombreux cultivars.

## Bedgebury Pinetum
Dallimore a joué un rôle très important dans le lancement et le développement du National Pinetum à Bedgebury dans le Kent, une entreprise commune des jardins de Kew et de la Forestry Commission. Il a été le premier à attirer l'attention sur le mauvais état des conifères à Kew au début des années 1920 Cela a finalement mené à la création d'une nouvelle collection dans une partie de Bedgebury Forest, supervisée par Dallimore. À son départ à la retraite de Kew en 1936, il déménage dans le Kent et continue à superviser le travail à Bedgebury Pinetum, pratiquement jusqu'à son décès.

## Littérature
- Howes, F. N. (1959) - 'Mr. William Dallimore, I.S.O., V.M.H.' (obituary). In: Nature: international journal of science. London: MacMillan Journals, Volume 184, Issue 4700, pag. 1684.
- Morgan, C. (2003) – 'The National Pinetum, Bedgebury: its History and Collections' in Proceedings of the 4th International Conifer Conference, Acta Horticulturae 615, sept. 2003, p. 269 - 272.